# Liste der Mitglieder des US-Repräsentantenhauses aus Idaho

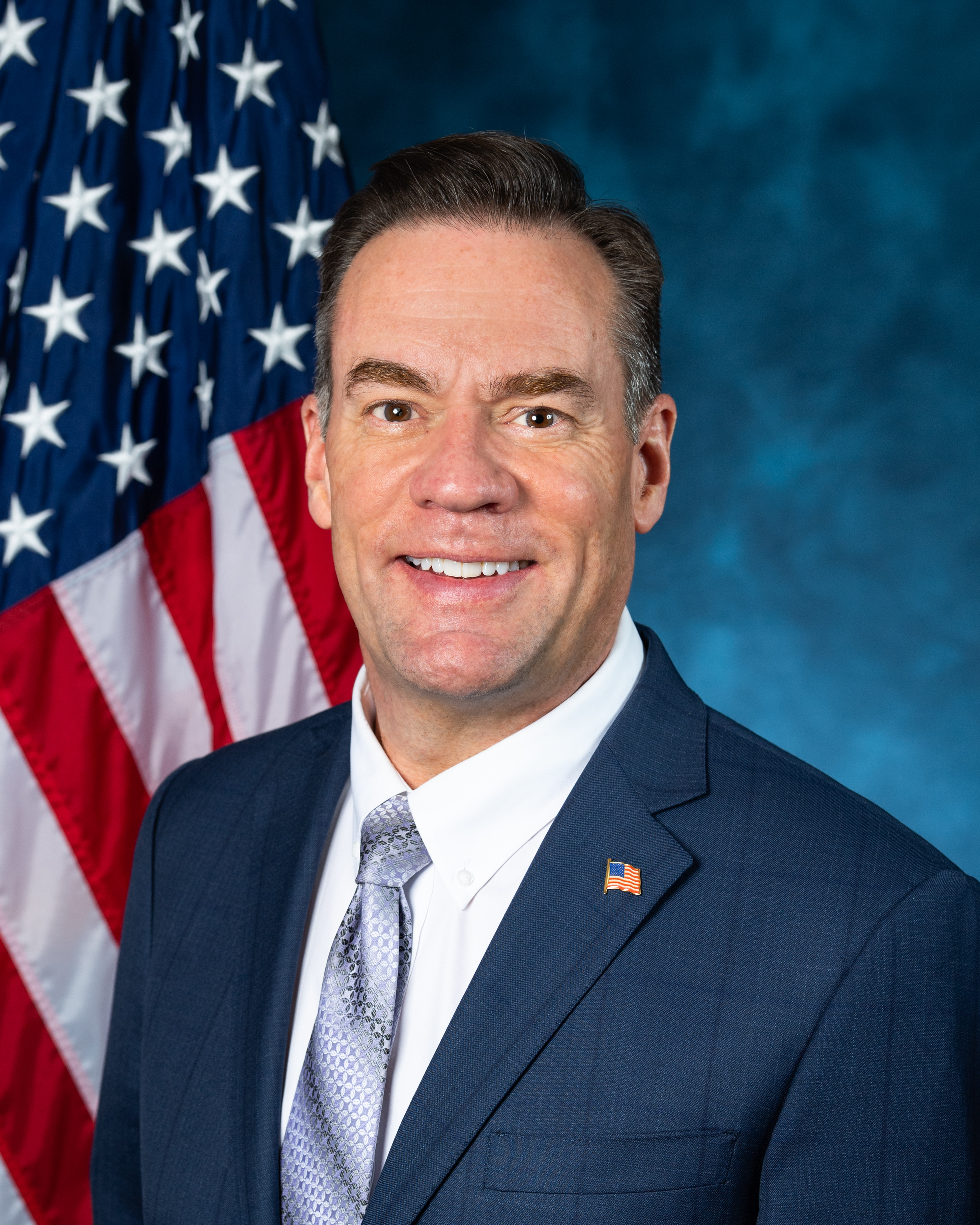
Russ Fulcher derzeitiger Vertreter des ersten Kongresswahlbezirks von Idaho

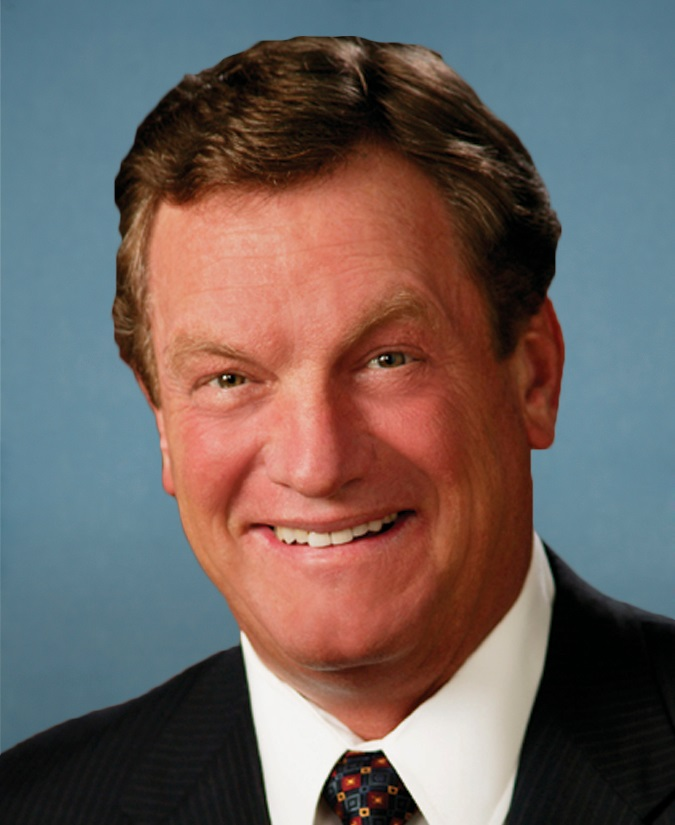
Mike Simpson, derzeitiger Vertreter des zweiten Kongresswahlbezirks von Idaho

Diese Liste führt alle Politiker auf, die Idaho seit 1863 im Repräsentantenhaus der Vereinigten Staaten repräsentierten. Ab dem 1. Oktober 1890, als voll stimmberechtigte Abgeordnete.

## Delegierte des Idaho-Territorium (1863–1890)
Delegierte ohne Stimmrecht, da das Idaho Territory zu diesem Zeitpunkt noch kein Bundesstaat der Vereinigten Staaten war.
| Name                            | Amtszeit                       | Partei       | Lebensdaten                           |
| ------------------------------- | ------------------------------ | ------------ | ------------------------------------- |
| William Henson Wallace          | 1. Februar 1863 – 3. März 1865 | Republikaner | 19. Juli 1811 – 7. Februar 1879       |
| Edward Dexter Holbrook          | 4. März 1865 – 3. März 1869    | Demokrat     | 6. Mai 1836 – 18. Juni 1870           |
| Jacob K. Shafer                 | 4. März 1869 – 3. März 1871    | Demokrat     | 26. Dezember 1823 – 22. November 1876 |
| Samuel Augustus Merritt         | 4. März 1871 – 3. März 1873    | Demokrat     | 15. August 1827 – 8. September 1910   |
| John Hailey                     | 4. März 1873 – 3. März 1875    | Demokrat     | 29. August 1835 – 10. April 1921      |
| Thomas Warren Bennett           | 4. März 187 5– 23. Juni 1876   | parteilos    | 16. Februar 1831–2. Februar 1893      |
| Stephen Southmyd Fenn           | 23. Juni 1876 – 3. März 1879   | Demokrat     | 28. März 1820 – 13. April 1892        |
| George Ainslie                  | 4. März 1879 – 3. März 1883    | Demokrat     | 30. Oktober 1838 – 19. Mai 1913       |
| Theodore Frelinghuysen Singiser | 4. März 1883 – 3. März 1885    | Republikaner | 15. März 1845 – 23. Januar 1907       |
| John Hailey                     | 4. März 1885 – 3. März 1887    | Demokrat     | 29. August 1835 –10. April 1921       |
| Fred Thomas Dubois              | 4. März 1887 – 3. Juli 1890    | Republikaner | 29. Mai 1851 – 14. Februar 1930       |

## Bundesstaat Idaho (1890–dato)

### 1. Distrikt
Ab 1890 entsandte der erste Distrikt je einen stimmberechtigten Abgeordneten ins Repräsentantenhaus, zwischen 1913 und 1919 wurden zwei Abgeordnete staatsweit gewählt, bis 1919 der zweite Distrikt gegründet wurde.
Der 1. Distrikt entsandte ab 1890 folgende Abgeordnete im Repräsentantenhaus:
| Name                                           | Amtszeit                        | Partei       | Lebensdaten                                                          |
| ---------------------------------------------- | ------------------------------- | ------------ | -------------------------------------------------------------------- |
| Willis Sweet                                   | 1. Oktober 1890 – 3. März 1895  | Republikaner | 1. Januar 1856 – 9. Juli 1925                                        |
| Edgar Wilson                                   | 4. März 1895 – 3. März 1897     | Republikaner | 25. Februar 1861–3. Januar 1915                                      |
| James Gunn                                     | 4. März 1897 – 3. März 1899     | Populist     | 6. März 1843–5. November 1911                                        |
| Edgar Wilson                                   | 4. März 1899 – 3. März 1901     | Republikaner | 25. Februar 1861–3. Januar 1915                                      |
| Thomas Louis Glenn                             | 4. März 1901 – 3. März 1903     | Populist     | 2. Februar 1847–18. November 1918                                    |
| Burton Lee French                              | 4. März 1903 – 3. März 1909     | Republikaner | 1. August 1875–12. September 1954                                    |
| Thomas Ray Hamer                               | 4. März 1909– 3. März 1911      | Republikaner | 4. Mai 1864–22. Dezember 1950                                        |
| Burton Lee French                              | 4. März 1911 – 3. März 1913     | Republikaner | 1. August 1875–12. September 1954                                    |
| Burton Lee French Addison Taylor Smith         | 4. März 1913 – 3. März 1915     | Republikaner | 1. August 1875 – 12. September 1954 5. September 1862 – 5. Juli 1956 |
| Robert McDowell McCracken Addison Taylor Smith | 4. März 1915 – 3. März 1917     | Republikaner | 15. März 1874 – 16. Mai 1934 5. September 1862 – 5. Juli 1956        |
| Burton Lee French Addison Taylor Smith         | 4. März 1917 – 3. März 1919     | Republikaner | 1. August 1875 – 12. September 1954 5. September 1862 – 5. Juli 1956 |
| Burton Lee French                              | 4. März 1919 – 3. März 1933     | Republikaner | 1. August 1875–12. September 1954                                    |
| Compton Ignatius White Sr.                     | 4. März 1933 – 3. Januar 1947   | Demokrat     | 31. Juli 1877 – 31. März 1956                                        |
| Abe McGregor Goff                              | 3. Januar 1947 – 3. Januar 1949 | Republikaner | 21. Dezember 1899 – 23. November 1984                                |
| Compton Ignatius White Sr.                     | 3. Januar 1949 – 3. Januar 1951 | Demokrat     | 31. Juli 1877 – 31. März 1956                                        |
| John Travers Wood                              | 3. Januar 1951 – 3. Januar 1953 | Republikaner | 25. November 1878 – 2. November 1954                                 |
| Gracie Bowers Pfost                            | 3. Januar 1953 – 3. Januar 1963 | Demokrat     | 12. März 1906 – 11. August 1965                                      |
| Compton Ignatius White Jr.                     | 3. Januar 1963 – 3. Januar 1967 | Demokrat     | 19. Dezember 1920 – 19. Oktober 1998                                 |
| James Albertus McClure                         | 3. Januar 1967 – 3. Januar 1973 | Republikaner | 27. Dezember 1924 – 26. Februar 2011                                 |
| Steven Douglas Symms                           | 3. Januar 1973 – 3. Januar 1981 | Republikaner | * 23. April 1938                                                     |
| Larry Edwin Craig                              | 3. Januar 1981 – 3. Januar 1991 | Republikaner | * 20. Juli 1945                                                      |
| Larry LaRocco                                  | 3. Januar 1991 – 3. Januar 1995 | Demokrat     | * 25. August 1946                                                    |
| Helen P. Chenoweth-Hage                        | 3. Januar 1995 – 3. Januar 2001 | Republikaner | 27. Januar 1938 – 2. Oktober 2006                                    |
| Clement Leroy Otter                            | 3. Januar 2001 – 3. Januar 2007 | Republikaner | * 3. Mai 1942                                                        |
| William Thomas Sali                            | 3. Januar 2007 – 3. Januar 2009 | Republikaner | * 17. Februar 1954                                                   |
| Walter Clifford Minnick                        | 3. Januar 2009 – 3. Januar 2011 | Demokrat     | * 20. September 1942                                                 |
| Raúl Rafael Labrador                           | 3. Januar 2011 – 3. Januar 2019 | Republikaner | * 8. Dezember 1967                                                   |
| Russell Mark Fulcher                           | seit 3. Januar 2019             | Republikaner | * 9. März 1962                                                       |

### 2. Distrikt
Der 2. Distrikt wurde 1919 gegründet und stellte bis lang folgende Abgeordnete im Repräsentantenhaus:
| Name                     | Amtszeit                          | Partei       | Lebensdaten                          |
| ------------------------ | --------------------------------- | ------------ | ------------------------------------ |
| Addison Taylor Smith     | 4. März 1919 – 3. März 1933       | Republikaner | 5. September 1862–5. Juli 1956       |
| Thomas Chalkley Coffin   | 4. März 1933 – 8. Juni 1934       | Demokrat     | 25. Oktober 1887–8. Juni 1934        |
| vakant                   | 8. Juni 1934 – 3. Januar 1935     |              |                                      |
| David Worth Clark        | 3. Januar 1935 – 3. Januar 1939   | Demokrat     | 2. April 1902 – 19. Juni 1955        |
| Henry Clarence Dworshak  | 3. Januar 1939 – 5. November 1946 | Republikaner | 29. August 1894 – 23. Juli 1962      |
| vakant                   | 5. November 1946 – 3. Januar 1947 |              |                                      |
| John Carfield Sanborn    | 3. Januar 1947 – 3. Januar 1951   | Republikaner | 25. Oktober 1887 – 16. Mai 1968      |
| Hamer Harold Budge       | 3. Januar 1951 – 3. Januar 1961   | Republikaner | 21. November 1910 – 22. Juli 2003    |
| Ralph R. Harding         | 3. Januar 1961 – 3. Januar 1965   | Demokrat     | 9. September 1929 – 26. Oktober 2006 |
| George Vernon Hansen     | 3. Januar 1965 – 3. Januar 1969   | Republikaner | 14. September 1930–14. August 2014   |
| Orval Howard Hansen      | 3. Januar 1969 – 3. Januar 1975   | Republikaner | 3. August 1926–2. November 2017      |
| George Vernon Hansen     | 3. Januar 1975 – 3. Januar 1985   | Republikaner | 14. September 1930–14. August 2014   |
| Richard Howard Stallings | 3. Januar 1985 – 3. Januar 1993   | Demokrat     | * 7. Oktober 1940                    |
| Michael Dean Crapo       | 3. Januar 1993 – 3. Januar 1999   | Republikaner | * 20. Mai 1951                       |
| Michael Keith Simpson    | seit 3. Januar 1999               | Republikaner | * 8. September 1950                  |